# هونج سونغ-هو
هونج سونغ-هو (هانغل: 홍성호) هو لاعب كرة قدم كوري جنوبي في مركز الدفاع، ولد في 20 نوفمبر 1954 في كوريا الجنوبية. شارك مع منتخب كوريا الجنوبية لكرة القدم. أما مع النوادي، فقد لعب مع بوهانغ ستيلرز.

## وصلات خارجية
- هونج سونغ-هو على موقع دوري كوريا الجنوبية (الإنجليزية)
- هونج سونغ-هو على موقع ناشيونال فوتبول تيمز (الإنجليزية)